# Feduco
De Nederlandse Stichting Federatie Educatieve Omroep (Feduco) werd opgericht in 1982 en bestond tot 1989. Het was een samenwerkingsverband van omroeporganisaties en educatieve instellingen. In Feduco werkten de AVRO, EO, KRO, NCRV, NOS, RVU, Teleac, TROS, VARA en VOO samen. Feduco vervulde een aanvullende en coördinerende rol in de programmering van educatieve radio- en televisie-uitzendingen. Feduco kreeg evenals Teleac zendtijd via de NOS. De eerste uitzending onder Feduco-paraplu vond plaats op 31 augustus 1983.
De omroep had de opdracht een meer definitieve structuur voor de educatieve omroep in Nederland te ontwerpen en voor te bereiden. Daarnaast kreeg ze ook de taak om voorlichting te geven aan etnische minderheden in de vorm van televisieprogramma’s en radio-uitzendingen. Na de opheffing in 1989 is de zendtijd verdeeld onder de NOS, RVU en Teleac. De rubriek 'Medelanders Nederlanders' is naar de NOS gegaan, Werken aan werk naar de RVU en Open Schooltijd naar de Teleac.

## Ontstaan
In 1969 was de nieuwe Omroepwet van kracht geworden. Deze wet bepaalde dat er informatie, educatie en amusement aan de kijkers en luisteraars aangeboden moest worden. In dat jaar zijn NTS en NRU gefuseerd tot de Nederlandse Omroep Stichting (NOS). Deze stichting zou vanaf dan de gemeenschappelijke belangen behartigen en zorgde daarnaast voor de facilitaire zaken omtrent televisie en radio.
Vanuit de overheid was besloten om een nieuwe vorm van volwasseneneducatie te creëren. In 1977 ging daarom de Open School-proef van start. Er kwam een drietal proefprojecten, gericht op volwassenen, vrouwen en jongeren. Het onderwijs werd aan groepen volwassenen gegeven via een multimediaal aanbod. Radio, televisie, schriftelijk materiaal en cassettes maakten onder andere deel uit van dit aanbod. Om de radio en televisieprogramma’s te kunnen produceren werd er een samenwerkingsverband aangegaan door de AVRO, EO, KRO, NCRV, NOS, RVU, Teleac, TROS, VARA en VOO. Dit resulteerde in de Commissie Instructieve Omroep.
Op initiatief van de overheid vond er een discussie plaats over een meer geformaliseerde en efficiëntere structuur van de educatieve omroep. In maart 1981 schreef de Minister van Cultuur, Recreatie en Maatschappelijk Werk een brief aan de NOS, Teleac en RVU met daarin voorstellen om te komen tot een gefaseerde ontwikkeling van een nieuwe structuur voor de educatieve omroep. De Minister stelde twee fasen voor: In de eerste fase moest er een federatief samenwerkingsverband komen waarin zendgemachtigden, NOS, Teleac en RVU zouden samenwerken om de radio- en televisieprogramma’s in het kader van het projectenbeleid volwasseneneducatie te produceren. Dit had als doel om een meer definitieve structuur te ontwerpen. In de tweede fase zou de meer definitieve structuur kunnen functioneren.
Tijdens een bespreking op 4 mei 1981 vond er een overeenkomst plaats tussen de Minister en alle betrokkenen. Om het federatief samenwerkingsverband voor te bereiden, werd er een stuurgroep ingesteld. Deze stuurgroep voltooide haar werkzaamheden in het najaar van 1982. De Stichting Federatie voor Educatieve Omroep (Feduco) werd officieel opgericht per 1 juli 1982 voor een periode van ten hoogste vier jaar. In de statuten was vastgelegd dat Feduco opgeheven zou worden uiterlijk op 30 juni 1986. Deze termijn is uiteindelijk door het bestuur van de federatie verlengd met drie jaar.

## Doelstelling
De federatie had voor zichzelf drie doelstellingen geformuleerd. De eerste doelstelling was het bevorderen van volwasseneneducatie door het realiseren van educatieve radio-en televisieprogramma’s. De tweede doelstelling was het bevorderen van volwasseneneducatie door het realiseren van de onderdelen die worden ingebracht door de oprichters van Feduco en door de minister van Welzijn, Volksgezondheid en Cultuur. Ten derde had het als doel het ontwerpen en voorbereiden van een meer definitieve structuur voor de educatieve omroep in Nederland

## Rubrieken
Hieronder zijn de rubrieken van Feduco weergegeven.
- Werken aan werk
- Medelanders Nederlanders
- Open Universiteit
- Muzische vorming
- Open Schooltijd
- Radio Fryslân
- Europa komt
- Healthy cities

## Omroepsters
- Astrid Serkei (1985-1987)
- Nila Choenni (1986-1988)
- Jantine de Jonge (1986-1988)
- Saskia de Vries (1987-1988)